# 속도위반 결혼
속도위반 결혼(速度違反 結婚, 영어: shotgun wedding)은 대체로 미혼남녀 사이에 의도하지 않은 혼전임신으로 인하여 결혼을 하게 되는 것을 일컫는 속어적 표현이다. 샷건 웨딩(shotgun wedding)은 신부의 임신 등으로 인해 급히 치러야 하는 결혼식을 말한다.

## 같이 보기
- 혼전 성교